# Trap God
Trap God — мікстейп американського репера Gucci Mane, виданий 17 жовтня 2012 р. Реліз анонсували 31 липня 2012 без дати виходу. 8 серпня Gucci сповістив про 17 жовтня. Наразі реліз має двічі платиновий статус на DatPiff (за критеріями сайту), його безкоштовно завантажили понад 755 тис. разів. У 2013 видали сиквел Trap God 2.

## Передісторія
19 вересня 2012 випустили першу пісню «Fuck the World» для промоції мікстейпу. 4 жовтня відбулась прем'єра кліпу «Head Shots». 8 жовтня оприлюднили відео «Money Habits», 12 жовтня — «Get Lost», 13 жовтня — «Truth», 15 жовтня — «Dead Man», 17 жовтня — «Fuck the World», 31 жовтня — «Crazy», 7 листопада — «Gas and Mud», 20 лютого 2013 — «Shooter».

## Список пісень
| #   | Назва                                                                       | Продюсер(и)                                                                    | Тривалість |
| --- | --------------------------------------------------------------------------- | ------------------------------------------------------------------------------ | ---------- |
| 1.  | «Intro»                                                                     | Lex Luger                                                                      | 2:00       |
| 2.  | «Head Shots» (з участю Rick Ross)                                           | Tarentino                                                                      | 3:50       |
| 3.  | «Money Habits» (з участю Young Scooter)                                     | Tarentino                                                                      | 2:42       |
| 4.  | «Crazy» (з участю Waka Flocka Flame)                                        | Drumma Boy                                                                     | 2:51       |
| 5.  | «Get Money Nigga» (з участю Meek Mill)                                      | Tarentino                                                                      | 3:55       |
| 6.  | «Rolly Up» (з участю Waka Flocka Flame та Young Scooter)                    | Mike WiLL Made It                                                              | 4:18       |
| 7.  | «Fuck the World» (з участю Future)                                          | Mike WiLL Made It                                                              | 3:32       |
| 8.  | «Act Up» (з участю T-Pain)                                                  | T-Pain                                                                         | 2:22       |
| 9.  | «Never See» (з участю Verse Simmonds)                                       | Shawty Redd                                                                    | 3:02       |
| 10. | «That's That» (з участю Kevin McCall)                                       | Kevin «K-MAC» McCall                                                           | 2:34       |
| 11. | «Servin»                                                                    | Tarentino                                                                      | 2:36       |
| 12. | «Shooter» (з участю Young Scooter та Yung Fresh)                            | Zaytoven                                                                       | 3:36       |
| 13. | «Dead Man» (з участю Young Scooter та Trae tha Truth)                       | Metro Boomin                                                                   | 3:47       |
| 14. | «Baby Wipes» (з участю Waka Flocka Flame)                                   | Zaytoven                                                                       | 2:40       |
| 15. | «Don't Trust» (з участю Young Scooter)                                      | Mike WiLL Made It                                                              | 3:40       |
| 16. | «Suckaz»                                                                    | Shawty Redd                                                                    | 3:01       |
| 17. | «Gas and Mud»                                                               | C4, DJ Spinz                                                                   | 3:46       |
| 18. | «Fuck Something» (з участю Kirko Bangz, Waka Flocka Flame та Young Scooter) | Tarentino                                                                      | 3:45       |
| 19. | «I Fuck with That»                                                          | Mike WiLL Made It4 Southside (співпрод.); Da Honorable C.N.O.T.E. (дод. прод.) | 3:32       |
| 20. | «Get Lost» (з участю Birdman)                                               | Detail                                                                         | 4:38       |

| Бонус-трек для iTunes | Бонус-трек для iTunes | Бонус-трек для iTunes | Бонус-трек для iTunes |
| #                     | Назва                 | Продюсер              | Тривалість            |
| --------------------- | --------------------- | --------------------- | --------------------- |
| 21.                   | «Truth»               | Zaytoven              | 4:20                  |